# Tennistoernooi van Rome 2022
|                                      |  |                                      |
| Iga Świątek, winnares bij de vrouwen |  | Novak Đoković, winnaar bij de mannen |

Het tennistoernooi van Rome van 2022 werd van zondag 8 tot en met zondag 15 mei 2022 gespeeld op de gravelbanen van het Foro Italico in de Italiaanse hoofdstad Rome. De officiële naam van het toernooi was Internazionali BNL d'Italia.
Het toernooi van Rome trok 235.469 toeschouwers.
Het toernooi bestond uit twee delen:
- WTA-toernooi van Rome 2022, het toernooi voor de vrouwen
- ATP-toernooi van Rome 2022, het toernooi voor de mannen

## Toernooikalender
| Rome              | mei 2022 | mei 2022 | mei 2022 | mei 2022 | mei 2022 | mei 2022 | mei 2022 | mei 2022    | mei 2022     | mei 2022 |
| Rome              | zon 8    | maa 9    | din 10   | din 10   | woe 11   | woe 11   | don 12   | vrĳ 13      | zat 14       | zon 15   |
| ----------------- | -------- | -------- | -------- | -------- | -------- | -------- | -------- | ----------- | ------------ | -------- |
| vrouwenenkelspel  |          | 1e ronde | 1e ronde | 1e ronde | 2e ronde | 2e ronde | 3e ronde | kwartfinale | halve finale | finale   |
| vrouwendubbelspel |          | 1e ronde | 1e ronde | 1e ronde | 2e ronde | 2e ronde | 2e ronde | kwartfinale | halve finale | finale   |
| mannenenkelspel   | 1e ronde | 1e ronde | 1e ronde | 2e ronde | 2e ronde | 2e ronde | 3e ronde | kwartfinale | halve finale | finale   |
| mannendubbelspel  |          | 1e ronde | 1e ronde | 1e ronde | 1e ronde | 2e ronde | 2e ronde | kwartfinale | halve finale | finale   |

ATP-toernooi van Rome – WTA-toernooi van Rome

1990 · 1991 · 1992 · 1993 · 1994 · 1995 · 1996 · 1997 · 1998 · 1999 · 2000 · 2001 · 2002 · 2003 · 2004 · 2005 · 2006 · 2007 · 2008 · 2009 · 2010 · 2011 · 2012 · 2013 · 2014 · 2015 · 2016 · 2017 · 2018 · 2019 · 2020 · 2021 · 2022 · 2023 · 2024